# Torymus juniperi
Torymus juniperi är en stekelart som först beskrevs av Carl von Linné 1758.  Torymus juniperi ingår i släktet Torymus och familjen gallglanssteklar. Arten är reproducerande i Sverige. Inga underarter finns listade i Catalogue of Life.